# Jorge Guagua
Jorge Daniel Guagua Tamayo (* 28. September 1981 in Esmeraldas) ist ein ehemaliger ecuadorianischer Fußballspieler. Guagua galt als aufmerksamer, spielintelligenter Innenverteidiger mit sicherem Passspiel, der auch im defensiven Mittelfeld eingesetzt werden konnte.
Guaguas erster Verein war die unterklassige Asociación Deportiva Naval in Guayaquil, von dem er 1999 zunächst auf Leihbasis, dann definitiv zum Hauptstadtverein CD El Nacional wechselte, für den er in der Saison 2000 sein Erstligadebüt gab. Guagua war für verschiedene Jugendnationalmannschaften seines Landes aktiv. Bei der Junioren-Weltmeisterschaft 2001 sorgte er in der Vorrunde für Aufsehen, als er bei 1:1 gegen die Niederlande als defensiver Mittelfeldspieler deren Spielmacher Rafael van der Vaart nicht zur Entfaltung kommen ließ. Am 2. Juni 2001 debütierte Guagua in der ecuadorianischen Nationalmannschaft beim WM-Qualifikationsspiel gegen Peru in Lima, das Ecuador mit 2:1 gewann. Er wurde nicht für die Weltmeisterschaft 2002 nominiert, da er noch als zu unerfahren für ein großes Turnier galt. In der Saison 2005 wurde er als Mannschaftskapitän von El Nacional mit seiner Mannschaft Landesmeister des Clausura-Turniers. Mit El Nacional nahm er wiederholt an der Copa Libertadores teil. Nach der Weltmeisterschaft 2006 wechselte er zu CA Colón nach Santa Fe in die argentinische Primera División. Von hier kehrte er zur Rückrunde der Saison 2007 im August zurück nach Ecuador zu CS Emelec. 2008 wechselte er zu dessen Stadtrivalen Barcelona SC Guayaquil; 2009 kehrte er zu El Nacional nach Quito zurück.
Guagua bestritt 61 Länderspiele, in denen er zwei Tore erzielte. Er stand im Kader Ecuadors für die Fußball-Weltmeisterschaft 2006 und wurde in den drei Vorrundenspielen eingesetzt. Er nahm auch mit der Olympiamannschaft Ecuadors am südamerikanischen Qualifikationsturnier für die Olympischen Sommerspiele 2004 teil, bei dem sich Ecuador in seiner Gruppe als Zweiter hinter dem späteren Olympiasieger Argentinien nicht qualifizieren konnte. Guagua wurde auch für den Kader Ecuadors für die Fußball-Weltmeisterschaft 2014 in Brasilien nominiert.

## Erfolge
- Ecuadorianischer Meister – Clausura 2005
- Teilnahme an der Junioren-Fußballweltmeisterschaft 2001 in Argentinien
- Teilnahme an der Copa América 2004 in Peru und der Copa América 2007 in Venezuela
- Teilnahme an der Fußball-Weltmeisterschaft 2006 in Deutschland